# Aracuan
L'Aracuan (Aracuan Bird), in passato noto in italiano anche come Araucano, è un personaggio creato dalla Walt Disney Productions.
L'Aracuan è uno stranissimo uccello dalla cresta rossa e i vestiti bianchi e viola. È un vero e proprio "clown della giungla", dal momento che ama aggirarsi per la giungla facendo scherzi a destra e a manca. La sua vittima preferita è Paperino. L'Aracuan è riconoscibile da un particolare e buffo verso che emette mentre gira per tutta la giungla, apparendo e sparendo da vari angoli.
È comparso per la prima volta nel film I tre caballeros del 1944 e ricompare nel film Lo scrigno delle sette perle del 1948. Appare anche nel corto di Paperino Il clown della giungla e nelle serie animate Mickey Mouse Works e House of Mouse - Il Topoclub
Nel 1986, lo sceneggiatore brasiliano Arthur Faria Jr. ha ripreso e modificato il personaggio, inserendolo nel cast della serie di storie a fumetti A Turma da Pata Lee (lett. «La banda di Paperetta Yé Yé», nota in italiano come Gli adolescenti). In questa veste, in Italia è noto come Beckett.
Un esemplare di Aracuan chiamato Ari compare anche nella serie animata Legend of the Three Caballeros.